# ایروینگ جان گود
ایروینگ جان گود (انگلیسی: I. J. Good; ۹ دسامبر ۱۹۱۶ – ۵ آوریل ۲۰۰۹) یک ریاضی‌دان دانشمند در زمینه آمار اهل بریتانیا بود. این ریاضی‌دان بریتانیایی که به عنوان رمزنگار در بلچلی پارک با آلن تورینگ کار می‌کرد. پس از جنگ جهانی دوم، گود به همکاری با تورینگ روی طراحی کامپیوترها و آمار بیزی در دانشگاه منچستر ادامه داد. گود به ایالات متحده نقل مکان کرد و در آنجا استاد ویرجینیا تک بود.